# Geneva Open 2025
Geneva Open 2025, oficiálně Gonet Geneva Open 2025,  byl tenisový turnaj na mužském profesionálním okruhu ATP Tour, hraný v Tennis Clubu de Genève. Dvacátý druhý ročník Geneva Open probíhal mezi 18. a 24. květnem 2025 ve švýcarské Ženevě na antukových dvorcích. Představoval závěrečnou přípravu na grandslamové French Open.
Turnaj dotovaný 596 035 eury patřil do kategorie ATP Tour 250. Nejvýše nasazeným singlistou se stal čtvrtý tenista světa Taylor Fritz ze Spojených států amerických. Jako poslední přímý účastník do dvouhry nastoupil francouzský 80. hráč žebříčku Hugo Gaston. V důsledku invaze Ruska na Ukrajinu na konci února 2022 řídící organizace tenisu ATP, WTA a ITF s grandslamy rozhodly, že ruští a běloruští tenisté mohli dále na okruzích startovat, ale do odvolání nikoli pod vlajkami Ruska a Běloruska.
Jubilejní 100. titul z dvouhry okruhu ATP Tour si odvezl 38letý Srb Novak Djoković. Této hranice dosáhl jako třetí muž otevřené éry po Connorsovi a Federerovi. Rovněž se stal prvním tenistou open éry, který získal trofej ve dvaceti různých sezónách i nejstarším šampionem v Ženevě. 
Čtyřhru ovládli Francouzi Sadio Doumbia s Fabienem Reboulem, kteří ve finále odvrátili tři mečboly v řadě. Vyhráli tak pátou společnou trofej.

## Rozdělení bodů a finančních odměn

### Rozdělení bodů
| Soutěž  | Soutěž      | vítězové | finalisté | semifinalisté | čtvrtfinalisté | 16 v kole | 28 v kole | Q  | Q2 | Q1 |
| ------- | ----------- | -------- | --------- | ------------- | -------------- | --------- | --------- | -- | -- | -- |
| dvouhra | [ 3 ] [ 8 ] | 250      | 165       | 100           | 50             | 25        | 0         | 13 | 7  | 0  |
| čtyřhra | [ 10 ]      | 250      | 150       | 90            | 45             | 0         | —         | —  | —  | —  |

Vysvětlivky
1. ↑  Nasazení s volným losem do druhého kola v případě prohry neobdrželi žádné body.[9]

### Finanční odměny
| Soutěž                                | Soutěž      | vítězové | finalisté | semifinalisté | čtvrtfinalisté | 16 v kole | 28 v kole | Q2      | Q1      |
| ------------------------------------- | ----------- | -------- | --------- | ------------- | -------------- | --------- | --------- | ------- | ------- |
| dvouhra                               | [ 3 ] [ 8 ] | 90 675 € | 52 980 €  | 31 090 €      | 18 015 €       | 10 460 €  | 6 390 €   | 3 200 € | 1 745 € |
| čtyřhra                               | [ 10 ]      | 31 530 € | 16 940 €  | 9 910 €       | 5 500 €        | 3 240 €   | —         | —       | —       |
| částky ve čtyřhře jsou uvedeny na pár |             |          |           |               |                |           |           |         |         |

## Dvouhra

### Nasazení
| Stát                          | Hráč           | ATP | Nasazení |
| ----------------------------- | -------------- | --- | -------- |
| USA                           | Taylor Fritz   | 4.  | 1.       |
| Srbsko                        | Novak Djoković | 6.  | 2.       |
| Česko                         | Tomáš Macháč   | 20. | 3.       |
|                               | Karen Chačanov | 24. | 4.       |
| Austrálie                     | Alexei Popyrin | 25. | 5.       |
| Polsko                        | Hubert Hurkacz | 31. | 6.       |
| USA                           | Alex Michelsen | 32. | 7.       |
| Itálie                        | Matteo Arnaldi | 37. | 8.       |
| Žebříček ATP k 5. květnu 2025 |                |     |          |

### Jiné formy účasti
Následující hráči obdrželi divokou kartu::
- Arthur Cazaux
- Dušan Lajović
- Dominic Stricker]

Následující hráč nastoupil jako dodatečně přihlášený:
- Novak Djoković

Následující hráč nastoupil z pozice náhlého náhradníka:
- Márton Fucsovics

Následující hráči postoupili z kvalifikace:
- Ivan Gachov
- Cameron Norrie
- Sebastian Ofner
- Karue Sell

### Odhlášení
před zahájením turnaje
- Grigor Dimitrov → nahradil jej  Learner Tien
- Tallon Griekspoor → nahradil jej  Hugo Gaston
- Casper Ruud → nahradil jej  Márton Fucsovics
- Denis Shapovalov → nahradil jej  Kei Nišikori
- Lorenzo Sonego → nahradil jej  Arthur Rinderknech
- Jordan Thompson → nahradil jej  Nicolás Jarry

## Čtyřhra

### Nasazení
| Stát                                                                                   | Hráč            | Stát       | Hráč            | ATP | Nasazení |
| -------------------------------------------------------------------------------------- | --------------- | ---------- | --------------- | --- | -------- |
| Salvador                                                                               | Marcelo Arévalo | Chorvatsko | Mate Pavić      | 2.  | 1.       |
| Indie                                                                                  | Juki Bhambri    | USA        | Robert Galloway | 66. | 2.       |
| Austrálie                                                                              | Matthew Ebden   | Austrálie  | John Peers      | 67. | 3.       |
| Brazílie                                                                               | Rafael Matos    | Brazílie   | Marcelo Melo    | 76. | 4.       |
| Žebříček ATP k 5. květnu 2025; číslo je součtem žebříčkového postavení obou členů páru |                 |            |                 |     |          |

### Jiné formy účasti
Následující páry obdržely divokou kartu:
- Pierre-Hugues Herbert /  Nicolas Mahut
- Jakub Paul /  Dominic Stricker

## Přehled finále

### Mužská dvouhra
- Novak Djoković vs.  Hubert Hurkacz, 7–5, 6–7(2–7), 6–7(2–7)

### Mužská čtyřhra
- Sadio Doumbia /  Fabien Reboul vs.  Ariel Behar /  Joran Vliegen, 6–7(4–7), 6–4, [11–9]